# Dubautia kauensis
Dubautia kauensis là một loài thực vật có hoa trong họ Cúc. Loài này được (Rock & M.Neal) ined. mô tả khoa học đầu tiên.